# Ceriana crux
Ceriana crux är en tvåvingeart som först beskrevs av Enrico Adelelmo Brunetti 1915.  Ceriana crux ingår i släktet griffelblomflugor, och familjen blomflugor. Inga underarter finns listade i Catalogue of Life.